# 希望のまち
「さいたま市の歌 希望のまち」（さいたましのうた ゆめのまち）は、埼玉県さいたま市の市歌。作詞は福原くにこ、補作詞および作曲はタケカワユキヒデ。
本項では、さいたま市の前身である旧浦和市・大宮市・与野市・岩槻市が制定していた市歌についても解説する。

## 解説
2001年（平成13年）に浦和・大宮・与野の3市が合併して成立したさいたま市が、政令指定都市移行記念事業の一環として制作した市歌である。
制作にあたっては歌詞の一般公募が行われ、日本全国から880点の作品が寄せられた。その中から、東京都羽村市在住の福原くにこによる作品が最優秀作品に選ばれ、歌詞の選考委員長を務めた旧浦和市出身のタケカワユキヒデが補作詞・作曲して完成させた。その後、2003年（平成15年）3月に発表され、4月の政令指定都市移行記念式典で市歌として制定された。ちなみに、本曲が制定された翌年の2004年（平成16年）には、市の総合振興基本計画が『さいたま希望のまちプラン』の表題で策定され、その後の改訂に際してもこの表題が引き継がれている。

### 歌唱
制定時の歌唱は、作曲者のタケカワ本人と二人の娘（武川基、武川アイ）によるユニット「タケカワユキヒデ & T's COMPANY」で、アルバム『A Big Rock & Roll Star』のトラック8に収録された。楽曲の冒頭とエンディングに流れるサッカーのチャント（応援歌）風のエールは、浦和レッズと大宮アルディージャのサポーター有志によるものである。
2011年（平成23年）以降は、社団法人（現・公益社団法人）埼玉中央青年会議所主催の「THE登竜門 夢KANAユニットオーディション」でグランプリを受賞した歌手やバンドが「さいたま観光大使」に任命され、1年交代でタケカワがアレンジした『希望のまち・夢KANAバージョン』を歌唱するようになっている。
2017年（平成30年）11月には、市民への本曲の認知度向上を目的として、子供から高齢者まで誰もが踊れる振付を加えた「ゆめダンス」を制作した（『～みんなで踊ろうバージョン～』と『～ヒップホップバージョン～』の2バージョンがある）。振付はさいたま市立大宮北高等学校ダンス部の部員らが考案した。

### 発車メロディとしての使用
埼玉県内の多くの東日本旅客鉄道（JR東日本）の駅では、駅所在地の市歌を発車メロディに採用しているが、その嚆矢となったのが本曲である。「自治体の歌というのは定着が薄い傾向にあるため、ほかとは違う曲にしたい」と考えていたタケカワが発車メロディとしての使用を提案し、自ら発車メロディ向けの音源を10パターン制作した。そのうちの2パターンが浦和駅、大宮駅、さいたま新都心駅の京浜東北線ホームの発車メロディとして採用され、制定当日から使用されている。また、2007年（平成19年）10月1日からは与野駅と北浦和駅にも使用が拡大され、2021年（令和3年）現在は合計5駅で使用されている。

## 前身各市の市歌
さいたま市の前身である浦和市・大宮市・与野市・岩槻市はいずれも市歌を制定していた。歌詞は公募の入選作に補作を加えたものだが、与野市は歌詞の公募の入選作がなかった。
浦和市
- 浦和市歌

作詞・吉沢厚子、補作・神保光太郎、作曲・中田喜直。
1959年（昭和34年）に市制25周年を記念して制定された。
大宮市
- 大宮市歌

作詞・田中酉之助、校正・下山懋、作曲・下総皖一。
1950年（昭和25年）に市制10周年を記念して制定された。
市歌としてはさいたま市の設置時に廃止されているが、2014年（平成26年）に「大宮を愛する会」が1970年（昭和45年）に発表された市民愛唱歌「太陽の街・大宮」や、大宮町だった1934年（昭和9年）に制定した町民音頭「大宮をどり」・1982年（昭和57年）に制定した市民音頭「大宮音頭」と合わせてCD化している。
与野市
- 与野市民歌

作詞・野上彰、作曲・高田三郎、歌唱・藤山一郎。
1963年（昭和38年）7月に市制5周年を記念して制定された。
岩槻市
- 岩槻市民の歌

作詞・高橋寿雄、補作・石本美由起、作曲・栗田俊夫、歌唱・青木光一。
1978年（昭和53年）に市制25周年を記念して「岩槻市民音頭」と共に制定された。
市歌としてはさいたま市への編入時に廃止されているが、現在も岩槻区役所で希望者にカセットテープの貸し出しを行っている。

## 備考
さいたま市に関連する他の楽曲としては、2013年（平成25年）に政令指定都市移行10周年を記念して作成された市民音頭「さいたま市10区音頭」（作詞・作曲：木村孤童）がある。ただし、さいたま市は合併協定書で「『市のおどり』については現行（合併前）のとおりとする」という方針のため、正式な音頭としては認定されていない。